# Pogona henrylawsoni
Espèce
Synonymes
- Pogona brevis Witten, 1994

Pogona henrylawsoni est une espèce de sauriens de la famille des Agamidae. Elle est appelée Agame barbu de Lawson, Agame barbu nain, Dragon barbu de Lawson, Dragon de Lawson.

## Répartition
Cette espèce est endémique du centre Queensland en Australie. Elle préfère les lieux ensoleillés pour ses bains de soleil.

## Description
C'est un reptile terrestre dont l'aspect est proche de celui de son cousin, Pogona vitticeps. Il est de taille modérée, atteignant au maximum les 30 cm, dont la moitié pour la queue. Il présente quelques épines de faible taille sous le cou, et de taille modérée sur le côté de la tête et du corps, ainsi que sur le dos et le dessus des pattes (mais ces épines sont nettement moins développées que chez son cousin).
Il est de couleur beige à jaune sable, avec le dos un peu plus foncé et le dessous du corps plus clair.
Chez cette espèce le mâle est un peu plus petit et moins massif que la femelle.

## Reproduction
La femelle pond au maximum une vingtaine d'œufs, mais peut pondre plusieurs fois durant la saison de reproduction. Les œufs incubent durant environ deux mois (selon les conditions climatiques).

## Étymologie
Cette espèce est nommée en référence à Henry Lawson.

## Publication originale
- Wells & Wellington, 1985 : A classification of the Amphibia and Reptilia of Australia. Australian Journal of Herpetology, Supplemental Series, vol. 1, p. 1-61 (texte intégral).